# Galerie de Paléobotanique
La galerie de Paléobotanique a été installée en 1972 dans l'extrémité Est du bâtiment construit au XIXe siècle par l'architecte Charles Rohault de Fleury pour abriter les herbiers et les collections de géologie et minéralogie du Muséum national d'histoire naturelle (MNHN), dans le Jardin des plantes à Paris.

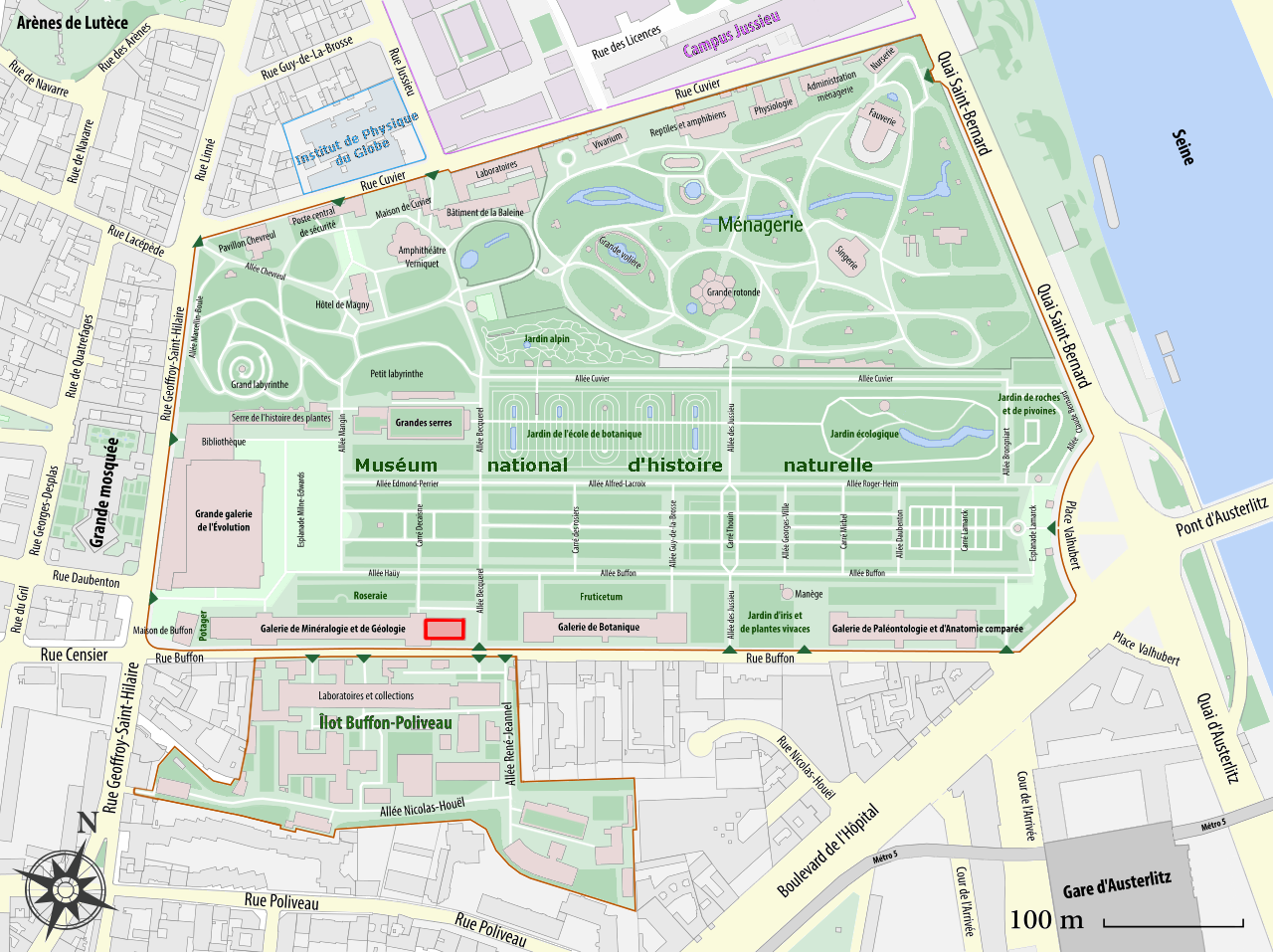
Position de l'ancienne galerie de paléobotanique dans le Jardin des plantes de Paris.

## Historique
L'aile Est du bâtiment dû à Rohault de Fleury abritait, jusqu'en 1935, les herbiers du Muséum (d'où l'inscription Botanique sur le fronton Est). Cette aile était devenue disponible à la suite du déménagement des herbiers dans la galerie de Botanique. Les années ayant passé et cette partie du bâtiment étant disponible, la galerie de paléobotanique y est installée dès 1972 sur les instances du professeur Jean-Pierre Lehman, titulaire de la chaire de paléontologie du Muséum. Mais auprès du  public elle n'eut pas le succès escompté et les recettes des entrées ne couvrirent jamais les frais d'entretien et de fonctionnement : au bout de 26 ans d'existence, elle finit par être fermée en 1998 puis démantelée en 2005,. Une partie des collections qui y furent exposées a été transférée à la mezzanine de la galerie de Paléontologie et d'Anatomie comparée dans les années 2010, une autre partie dans la « serre de l'histoire des plantes » (ancienne « serre australienne »). Quant à l'évolution des plantes, elle est exposée dans ces deux présentations et, de plus, c'est toute l'École de botanique qui a été réorganisée en 2009 de manière à la retracer.

## Contenu

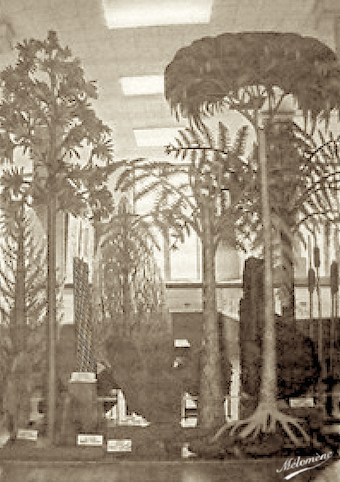
Intérieur de la galerie de Paléobotanique (1972-1998)

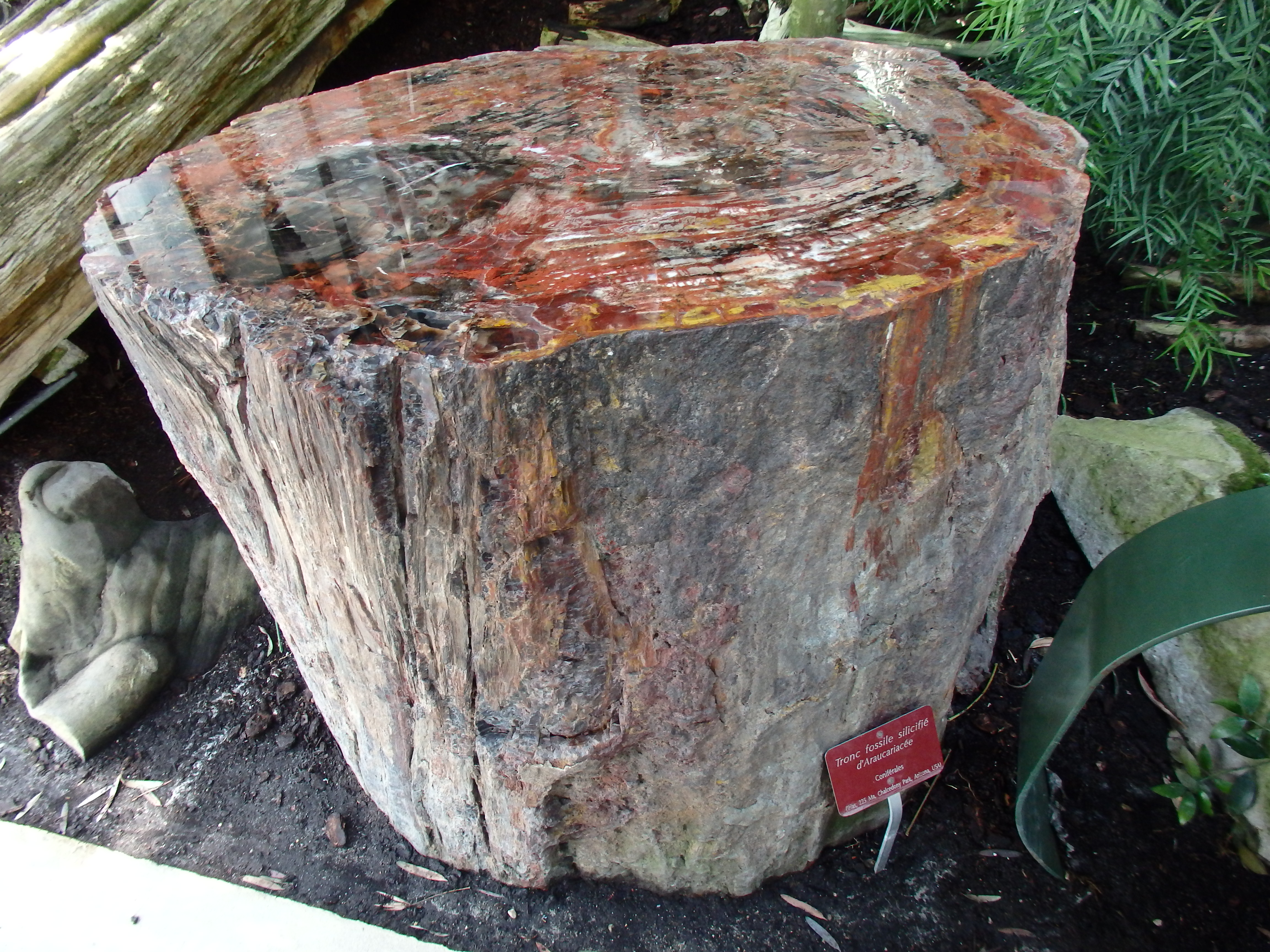
Tronc fossilisé dAraucariacée transféré de la galerie de paléobotanique à la serre de l'histoire des plantes.

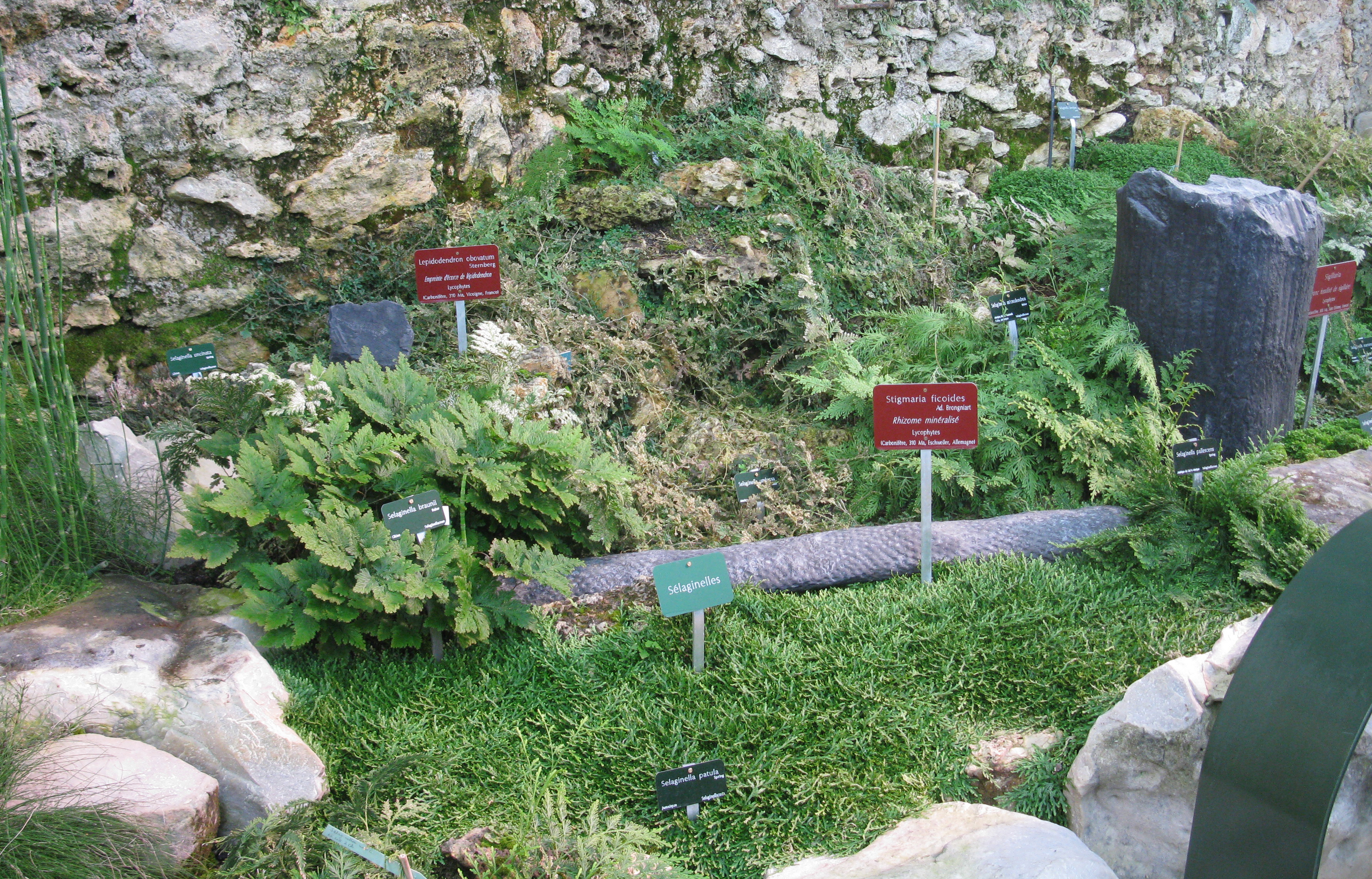
La serre de l'histoire des plantes permet au visiteur de comparer des spécimens de plantes fossiles à des spécimens vivants de plantes actuelles.

La paléobotanique, discipline consacrée à l’étude des végétaux fossiles (organes reproducteurs, feuilles, bois, spores, graines, pollens…), permet de reconstituer les climats anciens ou encore de retracer l’histoire évolutive des végétaux au cours des temps géologiques. La collection de plantes fossiles du Muséum a été initiée par Adolphe Brongniart, pionnier de la discipline, en 1835.
Riche de plusieurs dizaines de milliers de spécimens de végétaux fossiles, la collection de végétaux fossiles du Muséum est l’une des plus anciennes et riches au monde : elle a été constituée dès le début du XIXe siècle par les pionniers de la discipline : Ad. Brongniart, G. Saporta, C. Grand’Eury, B. Renault… Près de 600 autres contributeurs ont aussi participé depuis 1835 à la constitution de cette collection qui comporte donc un grand nombre de types et de figurés fossiles de référence pouvant être consultés pour établir des comparaisons.
La collection d’Adolphe Brongniart (1801-1876) comprend notamment de nombreux spécimens de référence pour les flores des terrains houillers, correspondant à de nombreuses espèces des genres Calamites, Lepidodendron, Neuropteris, Pecopteris, Sigillaria, Sphenophyllum, Stigmaria… Ce pionnier de la paléobotanique a en effet rassemblé les échantillons provenant des mines de charbon au milieu du XIXe siècle. La collection de Gaston de Saporta (1823-1895) comporte de nombreux spécimens, notamment d’angiospermes, provenant des gisements cénozoïques du Sud-Est de la France. Cette collection contient d’ailleurs l’essentiel des types et figurés des espèces décrites par ce paléobotaniste.
La galerie de Paléobotanique présentait environ 350 pièces issues de cette collection, une reconstitution « grandeur nature » d’une forêt du Carbonifère et d’autres milieux du Paléozoïque et du Mésozoïque, avec la faune entomologique correspondante, retraçant ainsi l’évolution des plantes.
Même si la collection de paléobotanique du Muséum, qui recèle plus de 3 500 taxons dont l’éventail recouvre quasiment l’ensemble des aires biogéographiques et des niveaux stratigraphiques de la Terre, sert surtout à la recherche fondamentale (études taxinomiques, anatomie comparée, systématique, paléoécologie), la muséographie accessible au public et à l’enseignement n’a pas pour autant été exclue après la fermeture de la galerie de paléobotanique. Les informations concernant chacun des spécimens sont d’ailleurs en cours d’informatisation, les types et figurés sont pour la plupart numérisés. La collection de paléobotanique reste vivante et évolutive : elle s’accroît régulièrement des récoltes de terrain effectuées par les membres du Centre de Recherches sur la Paléobiodiversité et les Paléoenvironnements (UMR 7207 MNHN/CNRS/UPMC), ou déposées par divers paléobotanistes et géologues relevant d’autres institutions, ou encore des dons provenant d’amateurs. En outre, elle s’enrichit également de l’apport d’autres collections historiques confiées au Muséum. Les visites et prêts pour études ou expositions sont gérés par les responsables de la collection.